# Trentepohlia hyalina
Trentepohlia hyalina är en tvåvingeart som beskrevs av Alexander 1921. Trentepohlia hyalina ingår i släktet Trentepohlia och familjen småharkrankar.
Artens utbredningsområde är Kamerun. Inga underarter finns listade i Catalogue of Life.